# Nataliya Synyshyn
Nataliya Ihorivna Synyshyn (em ucraniano:  Наталя Ігорівна Синишин; Sosnivka, 3 de julho de 1985) é uma lutadora de estilo-livre azeri de origem ucraniana, medalhista olímpica.

## Carreira
Synyshyn competiu na Rio 2016 pelo Azerbaijão, na qual conquistou a medalha de bronze, na categoria até 53 kg.